# Adolphe Coquet
Pour les articles homonymes, voir Coquet.
Adolphe Coquet, né le 5 mars 1841 à La Guillotière et mort à Lyon le 8 décembre 1907, est un architecte français.

## Biographie
Adolphe Coquet est le fils de François Coquet, marchand de grains, et de Françoise Regnier. En 1856, il est élève à l'école des arts et métiers d'Aix-en-Provence. Il est ajusteur aux ateliers d'Oullins.
Adolphe Coquet étudie à l'École des beaux-arts de Lyon où il suit notamment les cours de Chenavard, Louvier, premier prix d'architecture. Il est ensuite élève de Questel à Paris, et entre en 2e classe de l'école des beaux-arts de Paris le 28 novembre 1862. Il obtient plusieurs médailles, il participe au prix Rougevin dont il obtient le 1er prix le 22 février 1870. Il est logiste au concours de Rome et obtient le 1er accessit en 1871.
Il a obtenu la médaille d'or à l'Exposition universelle de Lyon en 1872. Il expose au Salon des artistes français à Paris en 1873.
Il est actif au Chili de 1875 à 1880 où il réalise les grilles du parc Cousiño à Santiago, la décoration de l'hôtel Cousiño, le monument de Peña à Valparaiso. Il travaille ensuite aux îles Canaries où il fait le mausolée de Diego Ponte del Castillo, mort en avril 1880, dans les jardins du marquisat de la Quinta Roja à La Orotava, en 1881.
Il est primé dans de nombreux concours publics :
- 1er prix pour le théâtre et casino à Aix-les-Bains en 1882,
- 1er prix pour l'hospice général de Vichy en 1883.

Il réalise des hôtels particuliers à Lyon, Saint-Clair et Rive-de-Gier, la Villa Chabrand, à Barcelonnette (1884), la Villa Les Tourelles, à Barcelonnette (1885), des églises et des tombeaux aux cimetières de Rive-de-Gier et de la Guillotière à Lyon. Il construit le groupe scolaire des rues Mazenod et Chaponnay, et l'école place Guichard à Lyon en 1887.
Il réalise le grand Hôtel-sanatorium de la Société Anglo-espagnole à Puerto de la Cruz, en 1887-1889.
Il a obtenu une médaille d'argent à l'exposition universelle de 1889.
Devenu aveugle à 52 ans, il s'est exercé à la poésie.

## Publications
Il a rédigé en collaboration plusieurs ouvrages :
- Notice sur le Mont-Saint-Michel, 1877,
- Notes sur les Antiquités romaines en Afrique, 1877,
- Notice sur les marbres de Saillon (Valais), 1883.
- L'abbaye de Haute-Combe, 1883
- Une Excursion aux îles Canaries, 1884,
- Notice historique sur la vie et les œuvres d’Antoine-Marie Chenavard, 1887,
- Histoire de la Société académique d'architecture de Lyon, 1906.

## Réalisations
Il réalise les travaux d'architecture suivants :

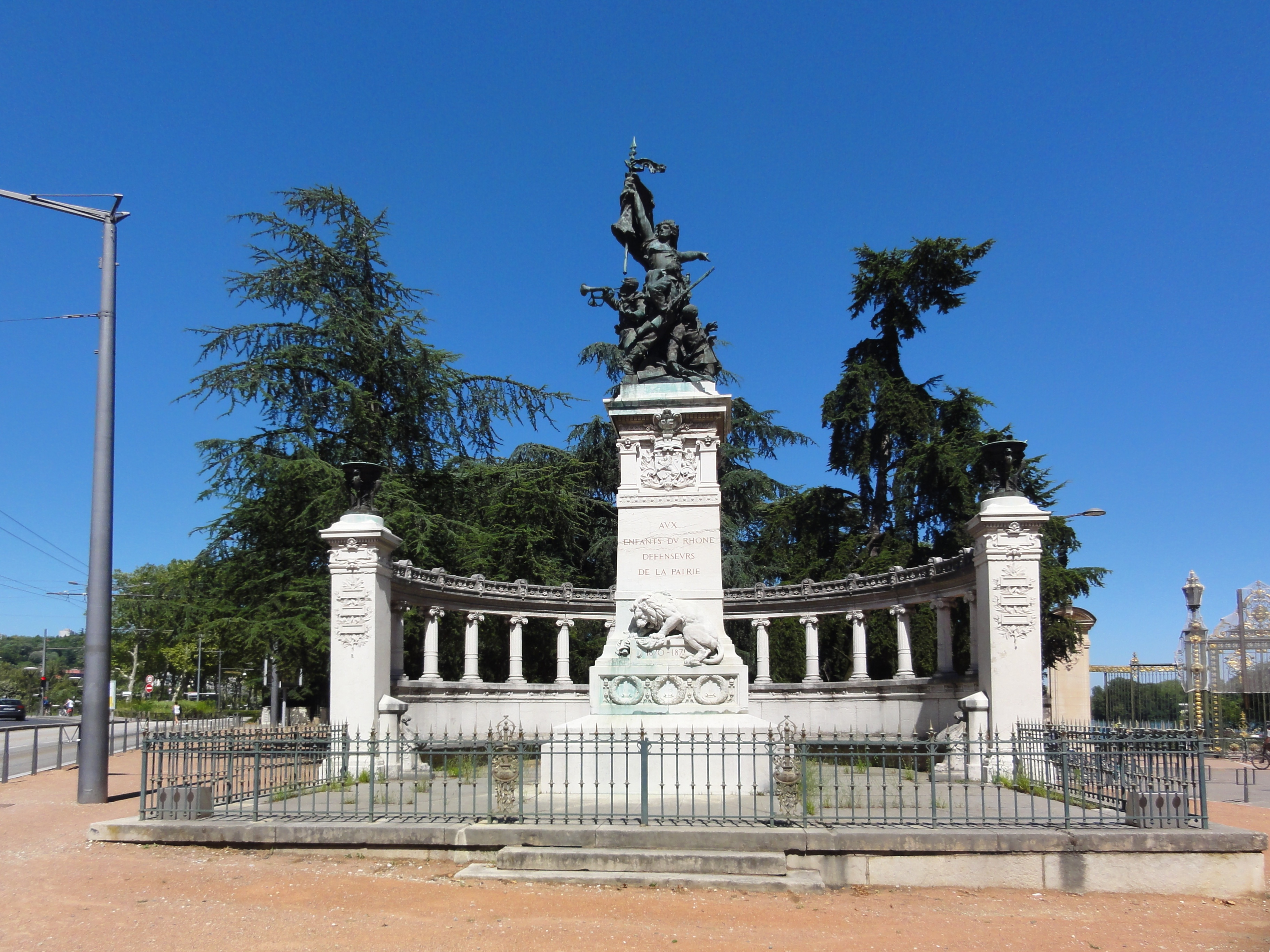
Le monument des enfants du Rhône à Lyon.

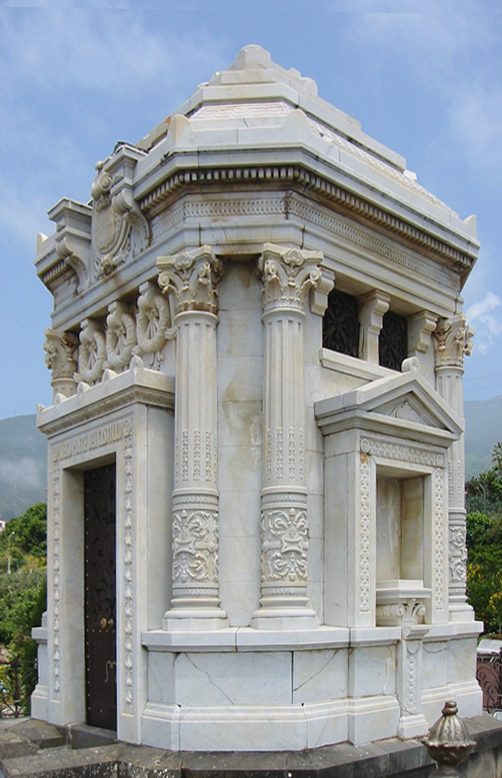
Mausolée du Marquis de la Quinta Roja.

- le monument des enfants du Rhône à Lyon, de 1882 à 1887 ;
- un groupe scolaire à Lyon, actuel collège Raoul Dufy ;
- l'hôpital général de Vichy, comprenant un hôpital thermal, un hôpital civil, un orphelinat , etc.
- le grand Hôtel Sanatorium sur l'île de Tenerife ;
- l'entrée du château de la Serraz ;
- mausolée en marbre de Carrare pour le Marquis de la Quinta Roja à La Orotava, Tenerife ;
- divers hôtels particuliers à Lyon et Rive-de-Gier ;
- divers tombeaux et chapelles funéraires.

## Dessins d'architecture
- Campanile ou tour pour les cloches, graphite, plume, encre noire et aquarelle, H.47.7 ; L.27.8 cm[3]. Paris, Beaux-Arts[4]. Concours d'émulation de l'ENSBA du 5 octobre 1858.

## Membre de sociétés savantes
Coquet est admis dans plusieurs sociétés savantes :
- société linnéenne de Lyon en 1872 ;
- société académique d'architecture de Lyon le 9 janvier 1873, secrétaire en 1875, vice-président en 1884 et 1889 ;
- académie des Beaux-Arts de San-Fernando à Madrid ;
- société savoisienne d'histoire et d'archéologie en 1891.

## Distinctions
- chevalier de la Légion d'honneur en 1895[5].
- Officier d'académie, en 1896.